# 간쑤우는토끼
간쑤우는토끼 또는 간쑤피카(Ochotona cansus)는 우는토끼과에 속하는 포유류의 일종이다. 잿빛우는토끼로도 부른다. 중국의 토착종이다. 몸길이는 약 25cm이고 몸무게는 최대 380g이다.

## 특징
몸길이가 약 25cm, 몸무게는 최대 380g이다. 몸이 통통하고 머리가 큰 동물로 큰 햄스터와 유사하다. 등쪽 털은 거무스레한 반면에 머리와 목은 좀더 밝은 색을 띤다. 배쪽은 회색빛을 띤다.